# Осипов, Василий Николаевич
Василий Николаевич Осипов (в некоторых источниках Василий Никитич) (30 декабря 1917 — 16 июля 1991) — лётчик-бомбардировщик, дважды Герой Советского Союза.

## Биография
Родился в городе Петрограде в рабочей семье. В Красной Армии с 1937 года. В 1940 году окончил Чкаловское военное авиационное училище.
Во время Великой Отечественной войны участвовал в боях на Южном и Юго-Западном фронтах. Был командиром звена, заместителем командира и командиром эскадрильи авиации дальнего действия. Член ВКП(б)/КПСС с 1942 года.
В начале войны воевал на Южном фронте на самолёте ДБ-3, с конца 1941 года — в составе 81-го дальнебомбардировочного авиаполка (позднее 5-го гвардейского авиационного полка дальнего действия 50-й авиационной дивизии дальнего действия 6-го авиационного корпуса дальнего действия).
Только в период с 1 марта 1942 года по ноябрь 1943 года он совершил 267 боевых вылетов ночью и 8 — днём. Его экипаж уничтожил много боевой техники и живой силы противника, в воздушных боях сбил шесть самолётов противника.
Президиум Верховного Совета СССР Указом «О присвоении звания Героя Советского Союза начальствующему составу Военно-воздушных сил Красной Армии» от 20 июня 1942 года присвоил звание Героя Советского Союза (медаль № 691):
За образцовое выполнение боевых заданий командования на фронте борьбы с немецкими захватчиками и проявленные при этом отвагу и геройство.
 

Второй медали «Золотая Звезда» заместитель командира эскадрильи 5-го гвардейского авиационного полка гвардии капитан Осипов Василий Николаевич удостоен 13 марта 1944 года 
За умелое командование авиаэскадрильей и проявленные героизм и решительность.
Всего же за годы войны он совершил около 420 боевых вылетов.
После Великой Отечественной войны В. Н. Осипов окончил высшую офицерскую лётно-тактическую школу, а затем занимал ряд командных должностей в ВВС. С 1954 года по состоянию здоровья он находился в запасе, жил и работал в городе-герое Ленинграде (ныне Санкт-Петербург), где скончался. Похоронен на Южном кладбище Санкт-Петербурга.

## Награды
Дважды Герой Советского Союза. Награждён рядом орденов и медалей.

## Память
- Бронзовый бюст дважды Героя Советского Союза В. Н. Осипова установлен на Аллее Героев Московского парка Победы города-героя Ленинграда — Санкт-Петербурга.